# Особняк Шехтеля на Большой Садовой
Особняк Шехтеля на Большой Садовой — городская усадьба, построенная русским архитектором Федором Осиповичем Шехтелем в 1910 году. Здание известно как третий и последний дом, который он построил для себя. Находится по адресу: Москва, Большая Садовая улица, дом 4, строение 1.
После революции особняк занял Роберт Эйдеман — советский деятель. В начале 1940 годов в доме разместились ясли, а после войны и до 1957 года находился детский дом. С 1957 по 1991 год здание принадлежало КГБ. В настоящее время особняк находится в собственности общественной организации «Гуманитарный и политологический центр „Стратегия“». Реставрация особняка началась в 1993 году и завершилась в 2002 году к 150-летию со дня рождения Шехтеля.

## История

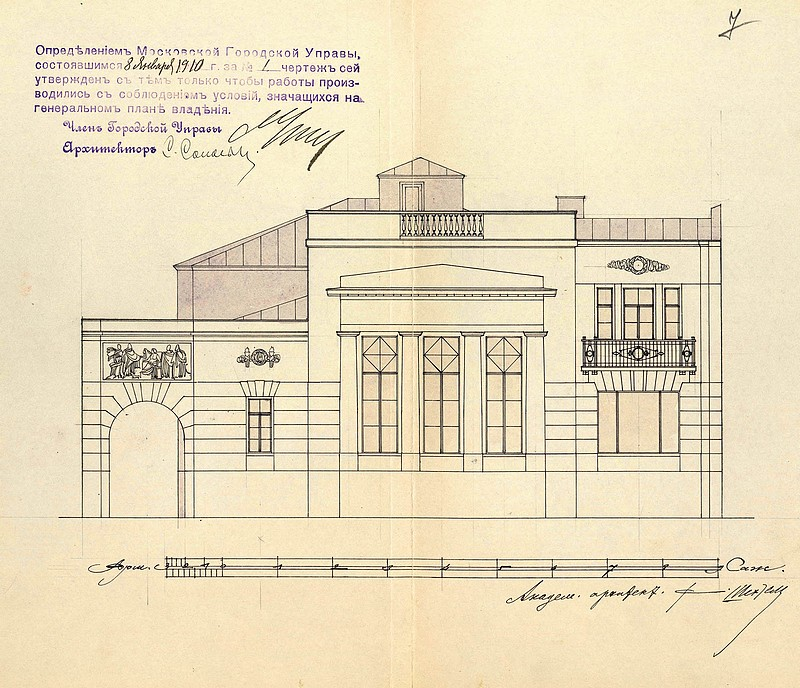
Ф. О. Шехтель (1859—1926). Проект собственного дома на Большой Садовой улице в Москве, 1910 год

### Строительство
Участок дома вблизи Большой Садовой отделялся от улицы широким фасадом одного из двух стоящих на нём зданий, форма участка была вытянутая и уходила вглубь от красной линии. 17 декабря 1909 года владелец участка, академик архитектуры Федор Шехтель, попросил разрешения возвести на нём два новых каменных здания: двухэтажное с полуподвалом и каменное трехэтажное жилое строение. Проект полностью не был выполнен: корпус во дворе, как и фасадный, был построен двухэтажным.
В 1909 году архитектор закончил работу над чертежами собственного дома в стиле неоклассицизма. Фасад здания сочетал асимметрию, не свойственную архитектуре города начала XIX века. Такое оформление стало прообразом особняков 1910-х годов.
При разработке проекта усадьбы вместо двух старых зданий Шехтель оставил во владении каменный сарай 1891 года постройки, а на месте вытянутого двора поместил свою студию-мастерскую. По его мнению, такое решение было наиболее выгодным, но ограничивало возможность к оформлению декоративного убранства. Таким образом, была украшена только парадная часть особняка. Земля соседствовала со двором здания Московского архитектурного общества, возглавляемого Федором Шехтелем.
Дом был построен в 1910 году в кратчайшие сроки — за три месяца, семья архитектора прожила в нём около восьми лет. Первоначально в комнате с большим тройным окном, выходящим на Большую Садовую улицу, предполагалось обустройство студии-мастерской Шехтеля, но впоследствии её занял сын архитектора — художник Лев Жегин, взявший фамилию матери из-за войны с Германией. В начале двадцатого века в доме часто собиралась творческая интеллигенция того времени, по отзывам современников, Федор Шехтель был гостеприимным человеком. Также в усадьбе часто бывали друзья его сына. Городскую усадьбу посещали в разное время философ Павел Флоренский, авангардистка Наталья Гончарова, поэт Владимир Маяковский. В 1913 году в этой комнате Жегин вместе с другом живописцем Василием Чекрыгиным оформляли иллюстрации к первой книге Владимира Маяковского «Я!»: её уникальность состояла в ремесленном, а не в типографском способе изготовления.
Штаб-издательской квартирой была моя комната. Маяковский принёс литографской бумаги и диктовал Чекрыгину стихи, которые тот своим четким почерком переписывал особыми чернилами. Через две-три недели книжонка "Я!" с рисунками Чекрыгина и моими была отпечатана в количестве, кажется, 300 экземпляров. Маяковский разнес их по магазинам, где они были довольно скоро распроданы.
Также в одной из комнат в 1910-х годах поселилась внучатая племянница Шехтеля — художник-авангардист Вера Попова.

### Особняк после Шехтеля

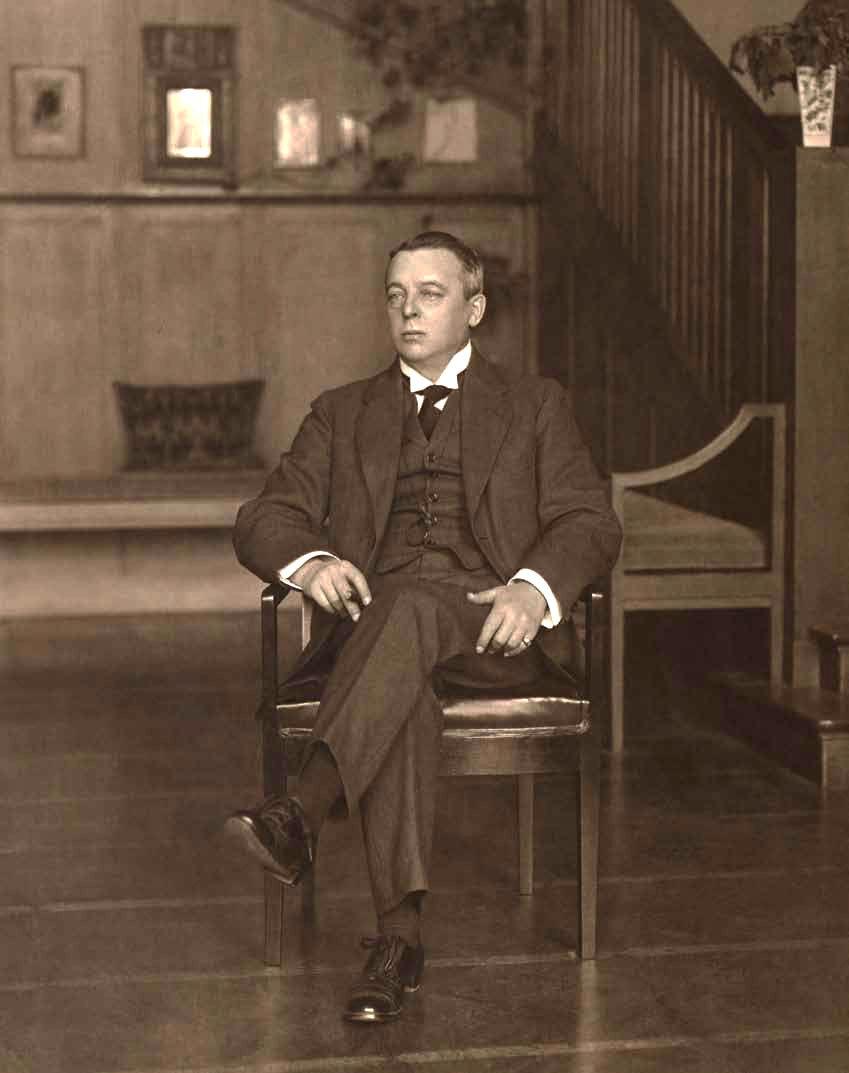
Ф. О. Шехтель в холле собственного дома на Большой Садовой улице, 1910 год

В 1918 году особняк на Большой Садовой был национализирован, а семью архитектора выселили. После 1917 года Шехтель уже ничего не строил. Архитектор тяжело болел, жил в квартире дочери и умер от рака желудка 7 июля 1926 года.
После революции в доме проживал военный, общественный и государственный деятель Роберт Петрович Эйдеман. В 1930-х дворовый флигель занимала мастерская скульптора Ивана Дмитриевича Шадра. В начале 40-х годов XX века в доме разместили ясли, а после войны и до 1957 года — детский дом. В 1990-х особняк занимали бездомные. Они топили камин остатками уникальной мебели и деревянной обшивкой стен. В 1993 году здание выкупила общественная организация и философско-политологический клуб «Гуманитарный и политологический центр „Стратегия“».
С 1995 года особняк относится к объектам культурного наследия регионального значения. Здание остается коммерческим — в нём располагаются офисы. По одной из версий, последнее десятилетие в помещениях размещались технические службы, по другой — здание использовалось как центр контроля за соседней гостиницей «Пекин». По данным на 2016 года главный дом занимает центр «Стратегия». В 2004 году центр «Стратегия» был признан лауреатом премии «Лучшая реставрация». В 2017-м Мосгорнаследие обратили внимание собственников на незаконченный ремонт, а также мансардные окна, водостоки и крышу, которые не подходят историческому облику здания.
Особняк закрыт для свободного посещения, но изредка сотрудники проводят экскурсии для туристов. Здание также иногда используют для кинематографических съемок.
Во время реставрации на крыше в мусоре мы нашли икону — так и не знаем, это икона семьи Шехтеля или нет. Тогда же появилась идея создать общественно-культурный центр Шехтеля. Это несправедливо, что у самого московского архитектора нет музея. Придумали концепцию, но адекватного ответа от властей так и не получили.
В 2016 году московский проезд неподалеку от особняка, между Большой Садовой улицей и Ермолаевским переулком, параллельный Большому Козихинскому переулку, был назван аллеей Архитектора Шехтеля.

## Архитектура

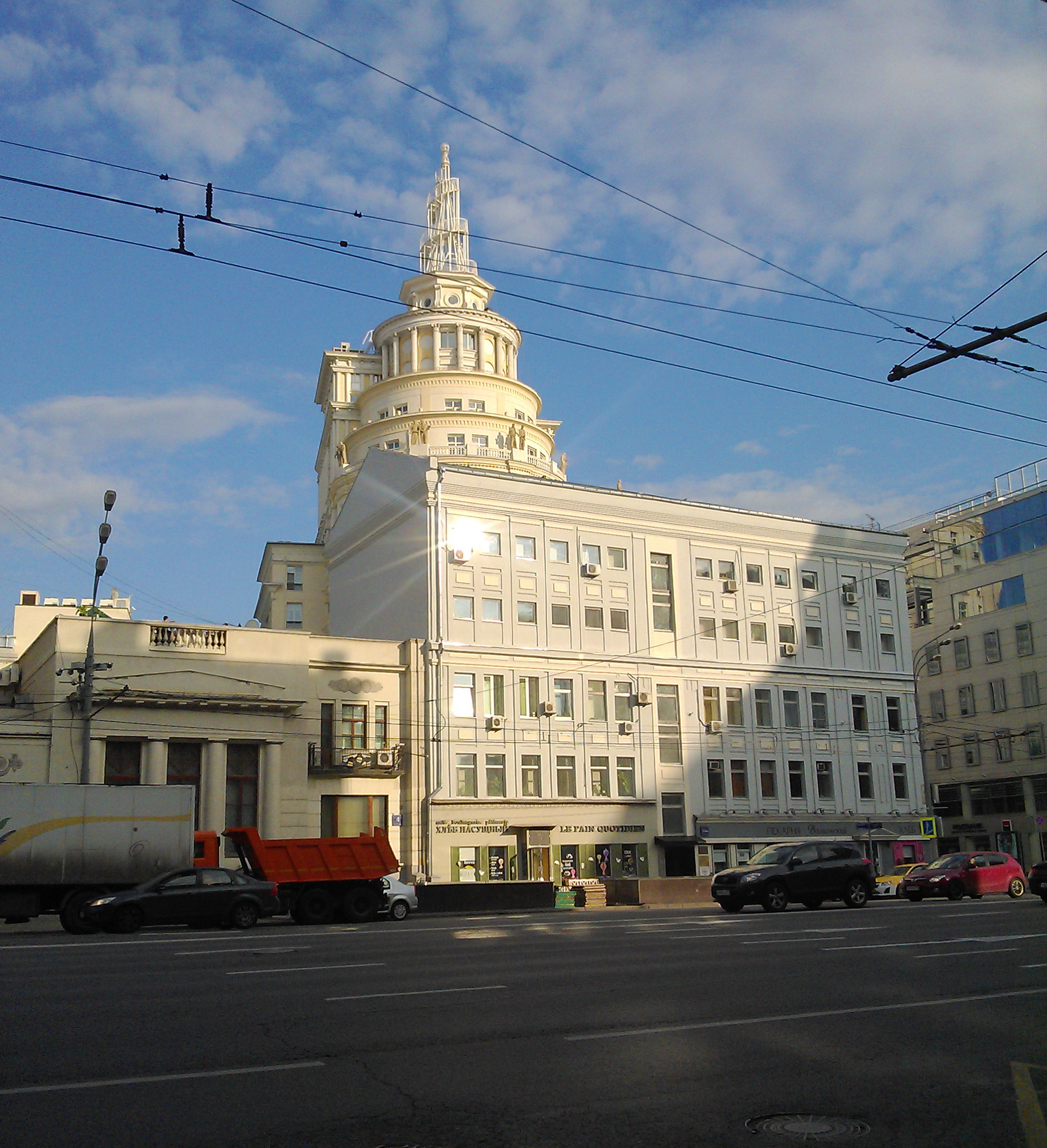
Жилой комплекс Патриарх рядом с особняком, 2010 год

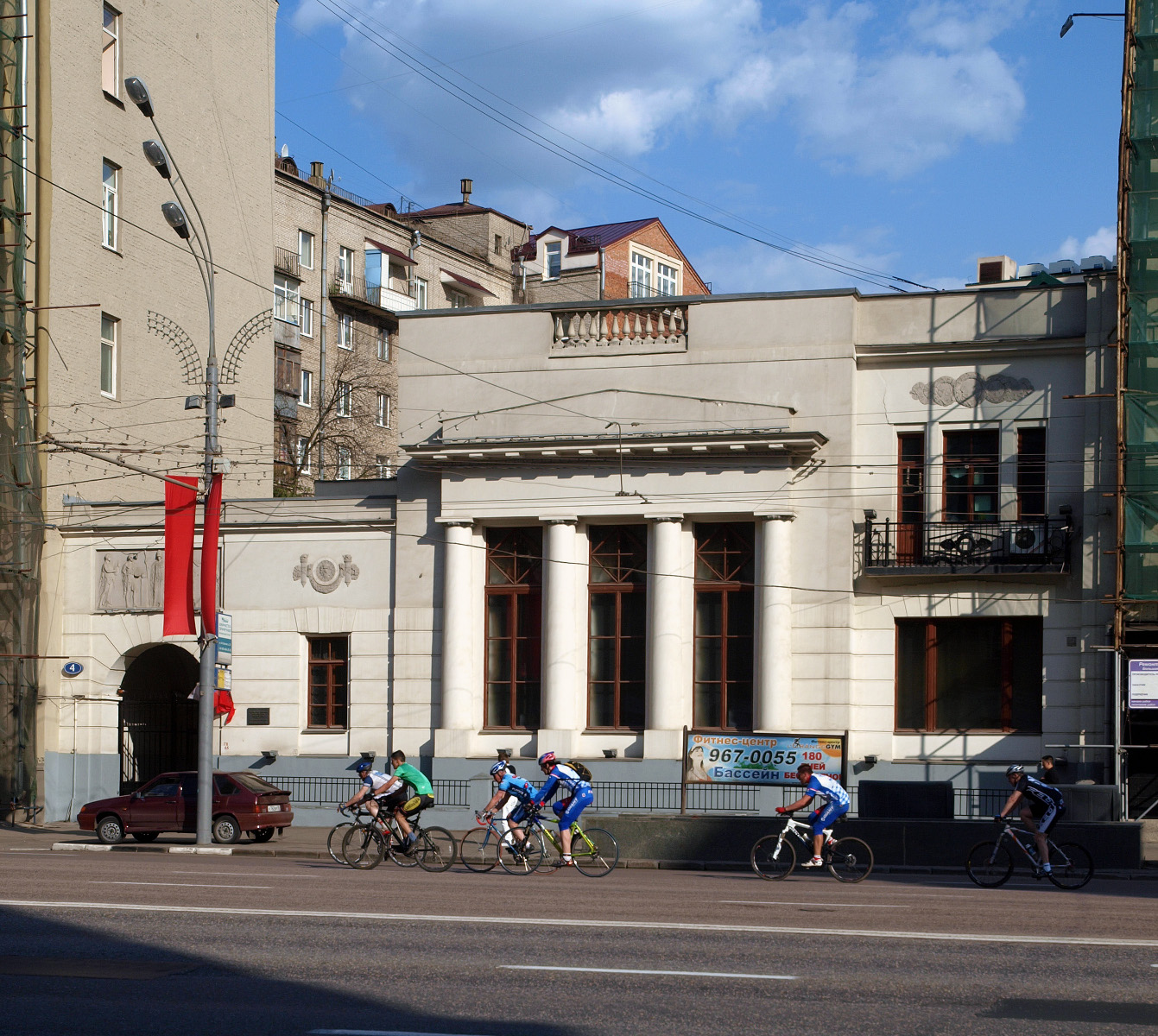
Москва, Большая Садовая улица — дом Шехтеля, 2009 год

### Фасад
Здание на Большой Садовой в стиле русского неоклассицизма — полная противоположность другому особняку архитектора в Ермолаевском переулке, который выполнен в готическом стиле. В особняке на Большой Садовой присутствуют как свойственная модерну, так и чуждая неоклассицизму, асимметрия в симметрии, контраст и взаимоисключающие характеристики.
Фасад дома состоит из двух частей: слева — одноэтажное здание с проездной аркой, а правая двухэтажная часть, несимметричная по архитектонике, украшена небольшим балконом с кованой решеткой. Строение понижено и слегка утоплено относительно главной фасадной плоскости здания, которая уравновешивает одновысотные секции особняка. Кроме этого, левое крыло возведено вплотную и на одном уровне с проездной аркой, с общей горизонтальной рустовкой.
Правая часть двухэтажного здания украшена портиком из четырёх приставных полуколонн дорического ордера, между ними большое трехчастное застекленное окно-портик. Именно окно-портик — смысловой центр главного фасада. Средняя одноэтажная часть здания образует единое целое с правой двухэтажной. Ей противостоит более низкая, но и более протяженная самостоятельная входная часть. В здании сочетаются горизонтальные протяженные поверхности: аттика над центральной и правой частью, антаблемента портика, пояса рельефа над входом. Все эти украшения соотносились с несуществующей теперь решеткой палисада, которая, как и широкие участки зелени по обе стороны Садовой, просуществовали до середины 1930-х годов — до начала реализации Генерального плана реконструкции столицы.
Над аркой установлена фриза с античными фигурами. Композиция фигур напоминает изображение на стенах храма античной Греции — Парфенона на Акрополе в Афинах. В центре композиции барельеф с изображением богини Древней Эллады — Афины, выполненной по рисунку Шехтеля. К ней по обеим сторонам шествуют музы.
В доме традиционно два входа. Парадный расположен в боковой стене дома сразу за аркой ворот и ведет в левую невысокую одноэтажную часть, где находился вестибюль, и в холл. Вход внутри двора давал доступ в жилую, хозяйственную и рабочую части дома, также этим путём можно было добраться до жилых комнат членов семьи на втором этаже. Комнаты выходили окнами на здание Архитектурного сообщества.

### Интерьеры
По мнению историка Гацунаева Константина Николаевича, статичности фасада противостоит динамика внутренней композиции. Она строится вокруг гигантского двухэтажного холла-гостиной, где часто устраивались выставки работ детей архитектора. Здесь на стенах висели основные произведения богатейшей художественной коллекции Шехтеля. Уют этому помещению придавала открытая лестница, которая позже была демонтирована. В настоящее время гостиная используется для проведения различных семинаров, лекций, концертов, выставок и презентаций книг.
В боковой части особняка размещались холл и столовая. Семиметровым потолкам холла противопоставлена небольшая высота боковых и задних жилых помещений обоих этажей. Жилая зона с несколькими спальнями была устроена на двух этажах, с которых был выход в гостиную. Кроме этого, в здании имелась внутренняя лестница, ведущая прямо на открытую мансарду, расположенную над гостиной. С неё открывается вид на Большую Садовую. Попасть во двор владения можно было или из кабинета, или из чертежной комнаты, которые размещались за вестибюлем на первом этаже. После реставрации эти две комнаты были оформлены как библиотека и актовый зал, а спальни членов семьи трансформированы в рабочие кабинеты. Все интерьеры оформлены в офисном стиле.
Все привыкли, что Шехтель – это модерн, это пышность, это роскошь. Но, во-первых, это делалось на вкус заказчика. Во-вторых, это уже, собственно, период возникновения неоклассики, которая отличалась. То есть стили менялись очень быстро. Первое, на что обращают внимание реставраторы, это потолок, стены и пол. Ведь даже по рисунку паркета можно судить об эпохе и стиле здания. Дубовый пол "в ёлочку" восстановили во всех комнатах особняка. В доме практически нет никаких излишеств. Нарядной выглядела лишь гостиная. По сохранившимся описаниям, в ней были обои золотистого цвета, панели и балки на потолке. Это балки с каким-то орнаментом, стилизованным под русский народный стиль. В первоначальном виде сохранились деревянные лестницы с орнаментом. Да и балкон тоже уцелел. Пришлось отреставрировать лишь его решетку.
При реставрации фонд стремился воссоздать исторический облик усадьбы, её планировку по сохранившимся чертежам и фотографиям. Отреставрированы витражи и камин, а за многочисленными наслоениями красок на стенах открылась рельефная кладка. Внешне дом Федора Шехтеля практически не изменился: окна, балконы, барельефы сохранились до наших дней. Здание выглядит довольно скромно, если сравнить его с другими постройками Шехтеля.

## Мероприятия
В октябре 2009 года в особняке проходило празднование 150-летия со дня рождения архитектора Федора Шехтеля, а также Международная научная конференция «Федор Шехтель и эпоха модерна». В 2010-м состоялась презентация книги Ирины Оболенской «Архитектурная сказка Федора Шехтеля: к 150-летию со дня рождения мастера». В апреле и в июне 2016-го прошел лекторий по литературе и архитектуре. С апреля по май 2017 года в особняке были лекции об архитектурных стилях в рамках Дней исторического и культурного наследия.